# Halenbeck (Halenbeck-Rohlsdorf)
Halenbeck ist ein bewohnter Gemeindeteil der Gemeinde Halenbeck-Rohlsdorf im Landkreis Prignitz im Nordwesten des Landes Brandenburg. Der Ort gehört dem Amt Meyenburg an und war bis zur Eingemeindung am 31. Dezember 2001 eine eigenständige Gemeinde.

## Lage
Halenbeck liegt in der Prignitz am Fluss Redlitz, rund 14 Kilometer Luftlinie nordöstlich von Pritzwalk und 15 Kilometer Luftlinie nordwestlich von Wittstock/Dosse. Umliegende Ortschaften sind Freyenstein im Nordosten, Niemerlang und Tetschendorf im Osten, Ackerfelde im Südosten, Ellershagen Ausbau im Süden, Rohlsdorf im Südwesten, Brügge im Westen und Warnsdorf im Nordwesten.
Halenbeck liegt an der Landesstraße 154 zwischen Pritzwalk und Freyenstein und an der Landesstraße 155 nach Meyenburg. Die Bundesstraße 103 liegt rund sechs Kilometer westlich von Halenbeck, die Anschlussstelle Meyenburg an der Bundesautobahn 24 ist rund neun Kilometer entfernt.

## Geschichte
Halenbeck ist nach seiner Siedlungsform ein Angerdorf und wurde erstmals im Jahr 1325 als Holbeke bzw. Holebeke urkundlich erwähnt. Der Ortsname leitet sich von der Lage an einem durch eine Senke fließenden Bach ab, von mittelniederdeutsch hol für eine Senke und beke für Bach. 1389 wurde der Ortsname Holenbeke und 1454 Halenbeke geschrieben. Bis 1469 gehörte Halenbeck zur Herrschaft Meyenburg, danach kamen das Gut und das Dorf in den Besitz des Stiftes Heiligengrabe. 1654 wurde die Dorfkirche gebaut. Seit 1817 gehörte Halenbeck zum Kreis Ostprignitz in der preußischen Provinz Brandenburg. Im Jahr 1828 verlor das Stift Heiligengrabe die Grundherrschaft über das Gut Halenbeck und schließlich im Jahr 1872 auch über das Dorf. 1913 wurde in Halenbeck die Freiwillige Feuerwehr gegründet.
Am 25. Juli 1952 wurde der Landkreis Ostprignitz aufgelöst und die Gemeinde Halenbeck gehörte fortan zum Kreis Pritzwalk im DDR-Bezirk Potsdam. 1958 wurde im Dorf ein Kindergarten eingeweiht. Am 18. August 1962 wurden die Dörfer Brügge und Warnsdorf nach Halenbeck eingemeindet. Nach der Wiedervereinigung gehörte Halenbeck noch für drei Jahre zum Landkreis Pritzwalk, wo sie sich 1992 dem Amt Pritzwalk-Land anschloss, und ging schließlich im neuen Landkreis Prignitz auf. Am 30. September 2001 kam es in Halenbeck und der Nachbargemeinde Rohlsdorf zu Einwohnerversammlungen, bei denen sich die Einwohner beider Gemeinden für eine Gemeindefusion aussprachen. Letzter Bürgermeister von Halenbeck war Richard Kenner. Die Gemeindefusion wurde mit Wirkung zum 31. Dezember 2001 vollzogen. Zum 1. Juli 2002 wechselte die neue Gemeinde Halenbeck-Rohlsdorf in das Amt Meyenburg.
Mit Beschluss der Gemeindevertretung wurde Halenbeck am 4. Juni 2004 von einem Ortsteil zu einem bewohnten Gemeindeteil herabgestuft. Der Kindergarten von Halenbeck wurde am 31. Juli 2009 geschlossen.

## Dorfkirche

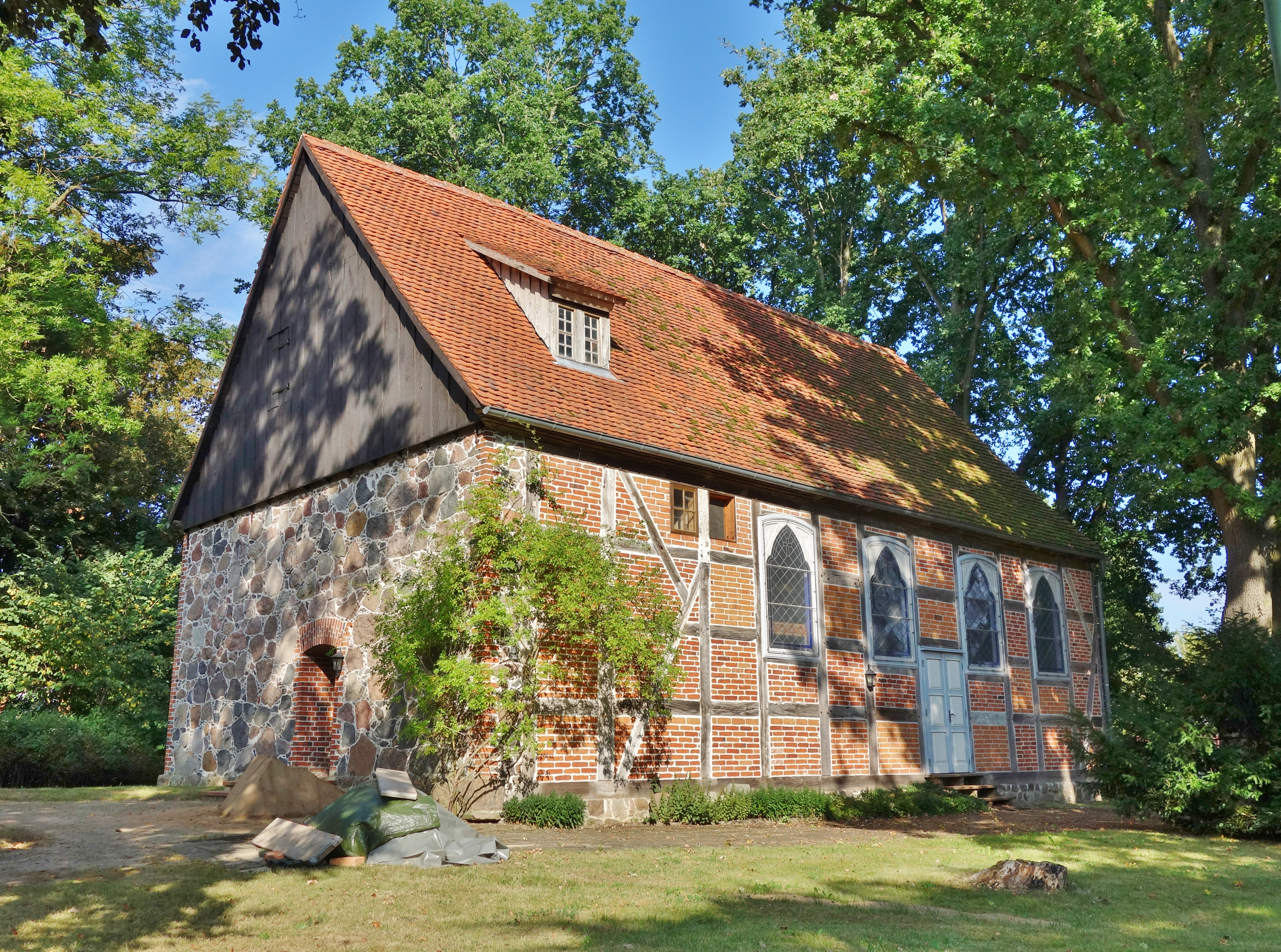
Dorfkirche Halenbeck

Die Dorfkirche von Halenbeck wurde 1654 (nach anderen Angaben erst Mitte des 18. Jahrhunderts) als Fachwerkkirche ohne Turm gebaut. Die Fenster wurden gegen Ende des 19. Jahrhunderts verändert, dabei wurde vermutlich auch die Westwand erneuert. Im Inneren befindet sich eine Balkendecke, die von drei Mittelpfosten getragen wird. Ab 1993 wurde die Kirche umfangreichen Sanierungsarbeiten unterzogen, am 3. Mai 1998 fand wieder ein Gottesdienst statt. In der Kirche befindet sich ein schlichter barocker Kanzelaltar, der 2010 erneuert wurde.

## Einwohnerentwicklung
| Jahr | Einwohner |
| ---- | --------- |
| 1875 | 355       |
| 1890 | 322       |
| 1910 | 288       |

| Jahr | Einwohner |
| ---- | --------- |
| 1925 | 288       |
| 1933 | 298       |
| 1939 | 301       |

| Jahr | Einwohner |
| ---- | --------- |
| 1946 | 432       |
| 1950 | 431       |
| 1964 | 778       |

| Jahr | Einwohner |
| ---- | --------- |
| 1971 | 689       |
| 1981 | 571       |
| 1989 | 561       |

| Jahr | Einwohner |
| ---- | --------- |
| 1996 | 513       |
| 2000 | 523       |

Gebietsstand des jeweiligen Jahres, von 1964 bis 2000 mit Brügge und Warnsdorf

## Persönlichkeiten
- Helene Wachsmuth (1844–1931), Schriftstellerin, in Halenbeck geboren

## Verkehr
Der Bahnhof Brügge (Prign) liegt an der Bahnstrecke Neustadt–Meyenburg. Er wird von der Regionalbahnlinie RB 74 Pritzwalk–Meyenburg bedient.